# Microsorum egregium
Microsorum egregium är en stensöteväxtart som först beskrevs av Guido Georg Wilhelm Brause, och fick sitt nu gällande namn av Bosman. Microsorum egregium ingår i släktet Microsorum och familjen Polypodiaceae. Inga underarter finns listade.